# Hamburger
Hamburgerul (scurt și Burger) este un fel de mâncare pregătită rapid, caldă, servită ca produs standard în multe lanțuri fast-food. Constă dintr-o chiflă (bun),  o felie la grătar de carne tocată de vită (patty), și în general, diverse legume (roșii, ceapă, salată etc.), sosuri (ketchup, muștar, maioneză etc.). 
Chifteaua se face în general din carne tocată de vită, la care se adaugă condimente, (ceapă, usturoi, sare, boia, pătrunjel etc.) și se frige pe grătar sau în vas teflonat fără grăsime.

## Variante
Există o bogată varietate de hamburgeri. Una dintre cele mai răspândite variante este cheeseburger: un hamburger cu brânză. Alte variante sunt cele, în care carnea tocată, patty, nu este din vită, ci din pui (Chickenburger), pește, porc (Pork Burger) sau variante vegetariene (Veggie-Burger), cea mai mare parte cu chiftele de legume.

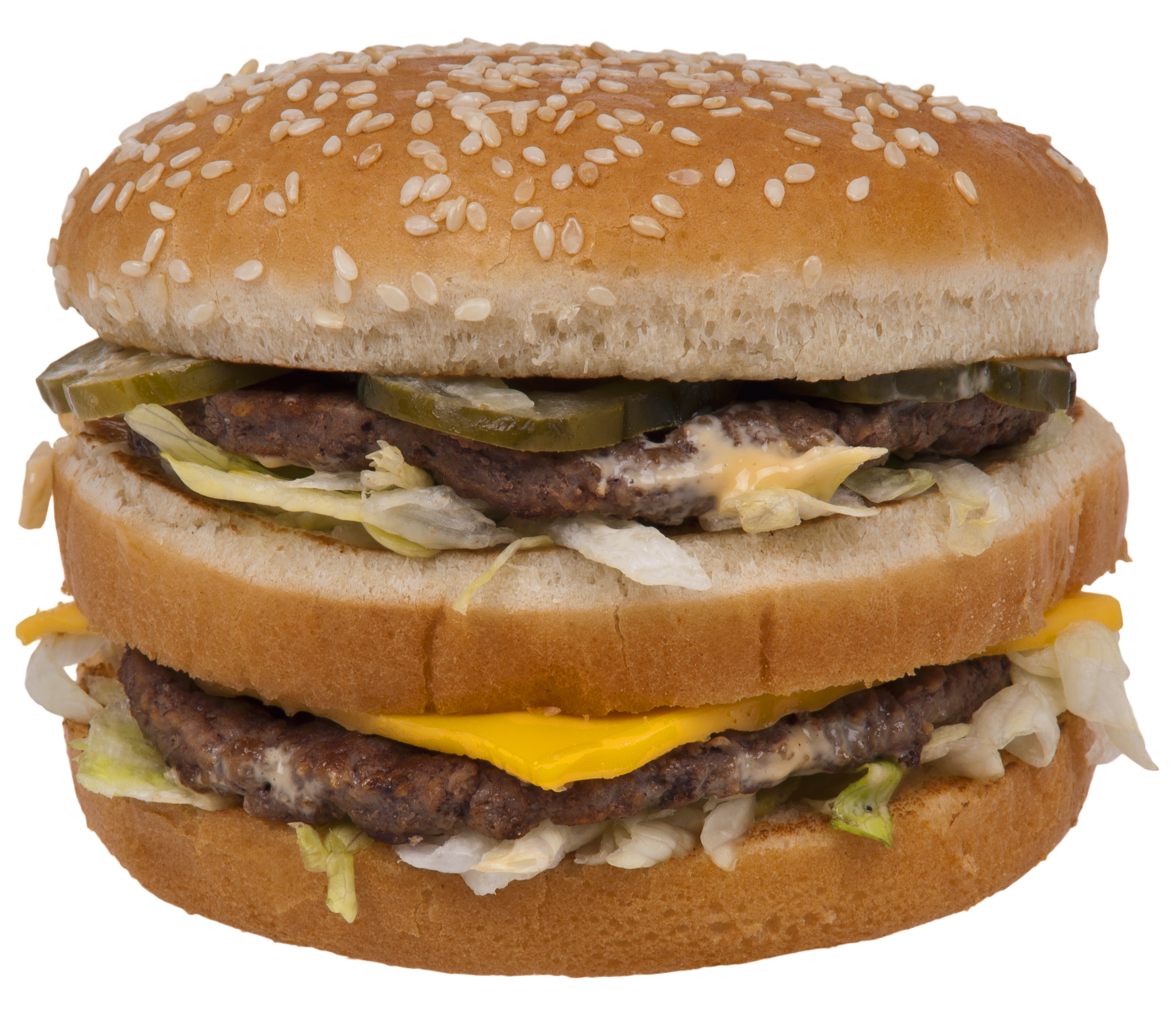
McDonald’s Big Mac
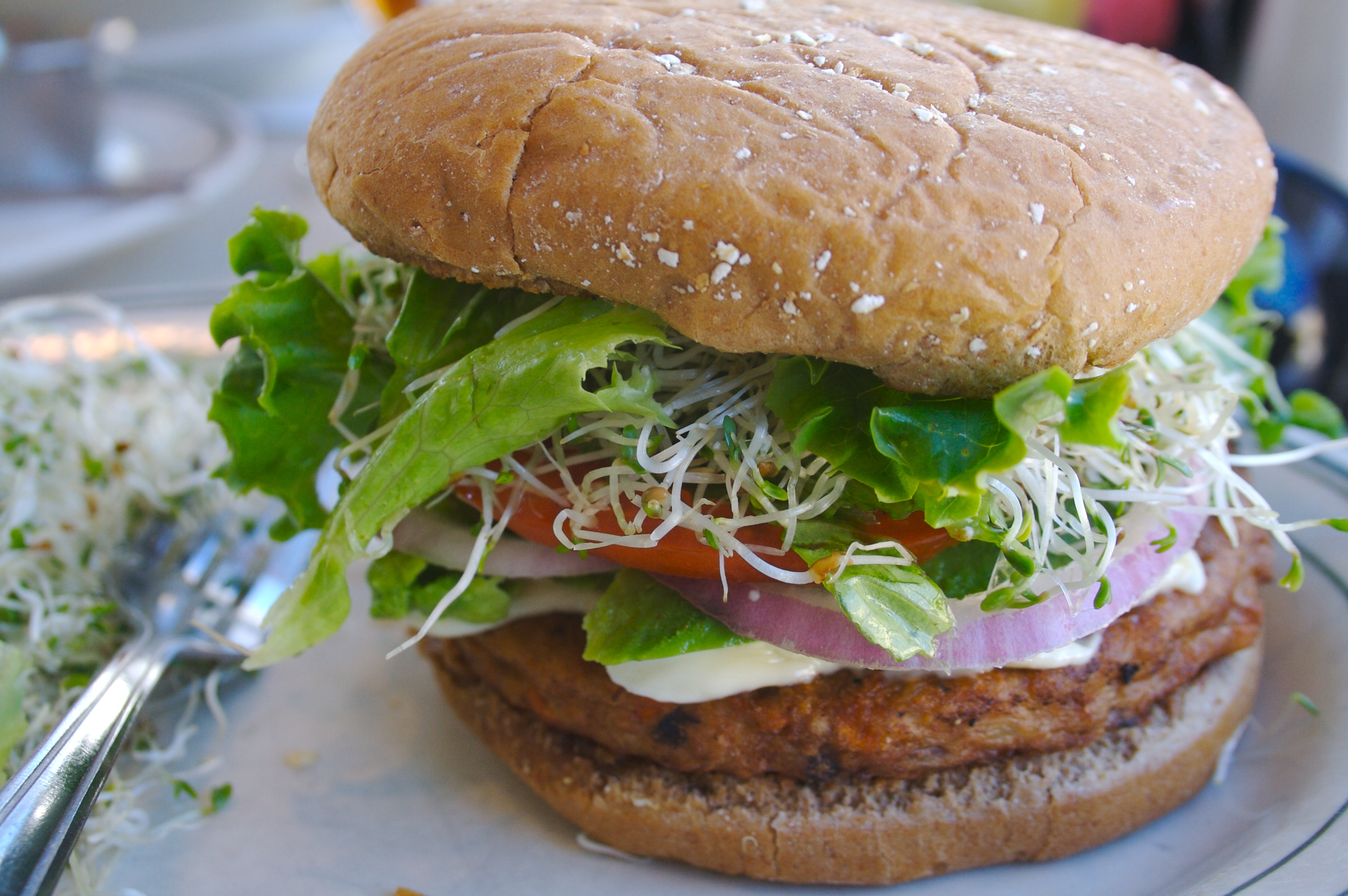
Veggie-Burger
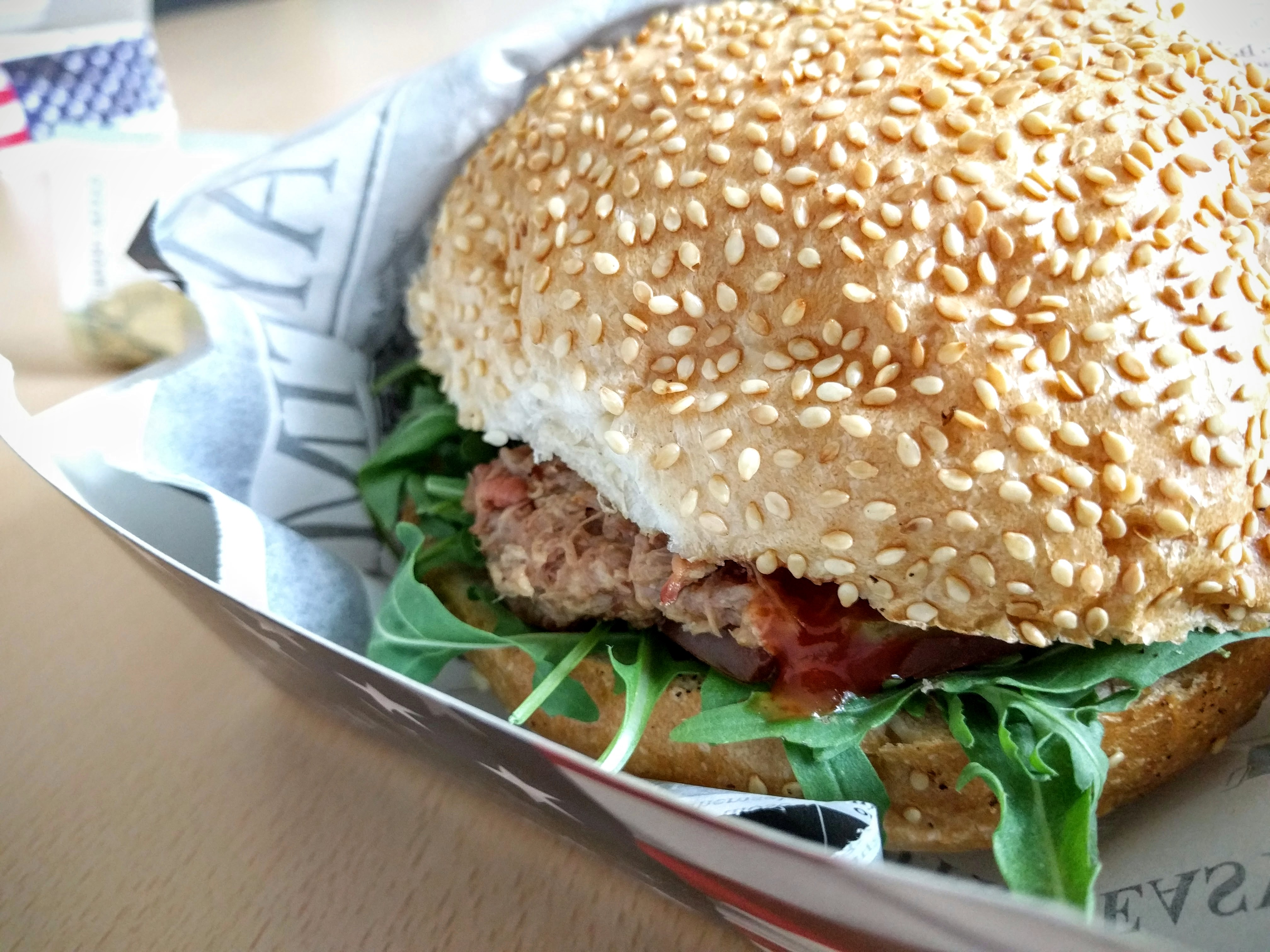
Pulled-Pork-Burger

## Vezi și
- Fast food
- Sandviș

## Legături externe
Materiale media legate de hamburger la Wikimedia Commons